# Tono (género musical)
El tono es un género musical propio del siglo XVII español, en especial del barroco. Se distinguían dos tipos: el tono humano (esto es, profano, de temática casi siempre amorosa) y el tono divino (de temática sacra, muchas veces interpretado en las misas). Más adelante en el tiempo se fue denominando tonada o tonadilla.
El tono humano solía cantar un amor generalmente no correspondido con aires populares. Grandes poetas del barroco, como Lope de Vega, compusieron este tipo de tonos. En la primera mitad del siglo XVII eran de dos, tres o cuatro voces y bajo continuo, y se denominaba romance o novena, y si era bailable folía o seguidilla; al pasar el medio siglo se va convirtiendo en monódico y ya se les llama tono humano. La métrica de la letra es variada, pero siempre en verso de arte menor: endechas, letrillas, romances con o sin estribillo. Lo más usado era una canción estrófica que alterna el estribillo con una serie de coplas. Los que se han conservado figuran en Cancioneros recopilatorios como los de Turín, Olot, Lisboa, Coímbra, Onteniente etc. Era frecuente incluir tonos en los espectáculos teatrales de entonces (comedias, mascaradas, dramas mitológicos de Pedro Calderón de la Barca, zarzuelas y óperas).
Compusieron tonos celebrados Juan Hidalgo, José Marín, Cristóbal Galán, Juan Romeo, Juan Serqueira de Lima, Carlos de Borja, Sebastián Durón y otros.

## Cancioneros que incluyen colecciones de tonos
- Cancionero de Turín
- Cancionero de Olot
- Cancionero de la Casanatense
- Cancionero de Lisboa
- Cancionero de la Sablonara
- Cancionero de Coimbra
- Cancionero de Onteniente
- Romances y letras a tres voces
- Tonos Castellanos
- Libro de Tonos Humanos
- Libro segundo de tonos y villancicos.